# Шалашов, Алексей Алексеевич
Алексей Алексеевич Шалашов (род. 15 сентября 1952, Вологда) — российский деятель культуры, генеральный директор Московской государственной академической филармонии, президент Союза концертных организаций России. Заслуженный артист Российской Федерации (1997), Заслуженный деятель искусств Российской Федерации (2007).

## Биография
С 1971 по 1976 год учился в Московской государственной консерватории им. П. И. Чайковского по классу скрипки. Занимался под руководством Майи Глезаровой.
В 1976—1998 годах — солист и концертмейстер группы вторых скрипок Большого симфонического оркестра им. П. И. Чайковского (до 1993 г. — Большой симфонический оркестр Всесоюзного радио и Центрального телевидения).
С 1991 года, параллельно с исполнительской деятельностью, начал заниматься музыкальным менеджментом. Являлся директором концертного агентства «Музы России». В 1997 году был удостоен почётного звания «Заслуженный артист России».
С 1998 по 2001 год был директором Большого симфонического оркестра им. П. И. Чайковского.
С 2002 по 2003 год занимал должность первого заместителя генерального директора Московской государственной академической филармонии, а затем, с 2003 по 2008 год — пост её генерального директора. В 2008 возглавил департамент государственной поддержки искусства и народного творчества Министерства культуры РФ. Пост в министерстве он совмещал с должностью председателя художественной коллегии до 2012 года, после чего вновь занял должность генерального директора Московской государственной академической филармонии и руководит ею по настоящее время.
С 2007 года — президент Союза концертных организаций России.
Член правительственной комиссии по вопросам государственной культурной политики, совета директоров Российского авторского общества, совета Российского музыкального союза. Входит в попечительский совет Международного телевизионного конкурса юных музыкантов «Щелкунчик».

## Награды
- Орден Почёта (18 мая 2017 года) — за большой вклад в развитие отечественной культуры и искусства, средств массовой информации, многолетнюю плодотворную деятельность[7].
- Орден Дружбы (22 ноября 2011 года) — за большие заслуги в развитии отечественной культуры и искусства, многолетнюю плодотворную деятельность[8].
- Заслуженный артист Российской Федерации (29 июля 1997 года) — за заслуги в области искусства[9]
- Заслуженный деятель искусств Российской Федерации (10 октября 2007 года) — за заслуги в области искусства[10].
- Государственная премия Российской Федерации в области литературы и искусства (10 июня 2025 года) — за вклад в развитие отечественной музыкальной культуры, просветительскую деятельность[11].
- Лауреат премии правительства Российской Федерации в области культуры 2014 года (за гастрольный проект «Всероссийские филармонические сезоны»)[источник?].
- Лауреат Государственной премии РФ в области литературы и искусства (2025)[источник?].